# Витен, Тоне
Тоне Витен (нидерл. Tone Wieten, род. 17 марта 1994, Амстердам) — нидерландский гребец, двукратный олимпийский чемпион в четвёрках парных (2020 и 2024), чемпион мира.

## Биография
Тоне Витен родился 17 марта 1994 года в городе Амстердам, Северная Голландия. Профессиональную карьеру гребца начал с 2004 года. Тренируется на базе гребного клуба «RVWillem III» в Амстердаме. В этот клуб его привела мать, когда ему было десять лет.
Первые соревнования международного уровня, на которых Витен принял участие был — кубок мира по академической гребле 2013 года среди юниоров в Линце (2013 UNDER 23 WORLD ROWING CHAMPIONSHIPS). В составе восьмёрки с результатом 06:00.670 его команда заняла 5 место, где из зоны награждения их оттеснили соперники из Австралии (05:56.350 — 4-е место) и Италии (05:56.150 — 3-е место).
Первые соревнования на которых Витен выиграл свою первую медаль был I этап кубка мира по академической гребле 2014 года в Сиднее (2014 WORLD ROWING CUP I). В составе восьмёрки голландских гребцов, с результатом 05:37.760, его команда заняла второе место, уступив золотую медаль команде из Австралии (05:35.580).
Бронзовая медаль в его активе была заработана на чемпионате мира по академической гребле 2015 года, во французском городе Эгбелет-ле-Лак. Витен в составе голландской восьмёрки занял третье место с результатом 05:38.090.
Первая олимпийская медаль на счету Витена была выиграна во время Летних Олимпийских играх 2016 в Рио-де-Жанейро. Голландская восьмерка гребцов с результатом 05:31.590 уступили первенство командам из Германии (05:30.960 — 2е место) и Великобритании (05:29.630 — 1е место). Со старта голландские спортсмены шли пятыми, улучшив свой результат на одну позицию выше — после 1000 м. После 1500 м, обогнав соперников из Новой Зеландии они шли третьими до конца дистанции.